# Rudolf von Alt

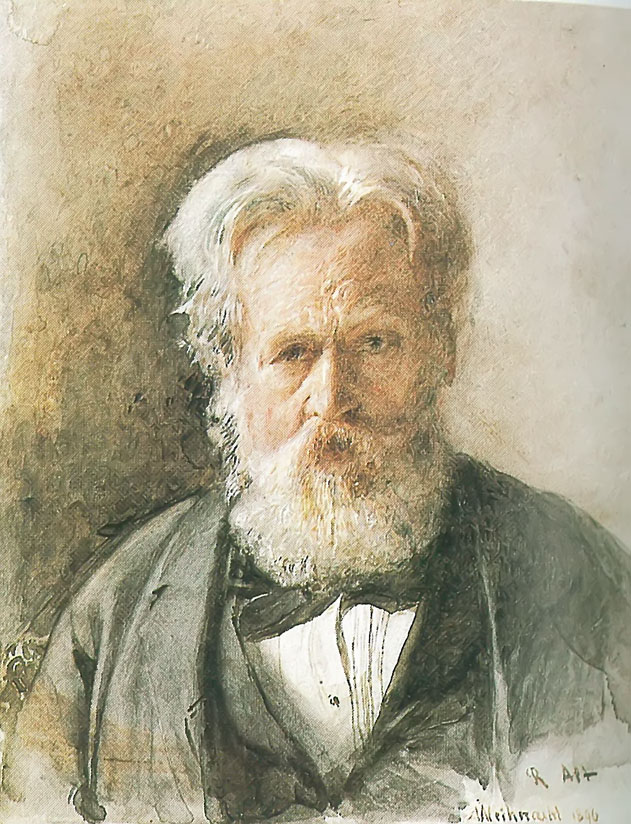
Självporträtt av Rudolf von Alt, 1890.

Rudolf von Alt, född 28 augusti 1812 i Wien, död 12 mars 1905 i Wien, var en österrikisk konstnär.

## Biografi
Rudolf von Alt var elev till fadern, landskapsmålaren Jakob Alt, och lärde sig av denne akvarellmåleri och litografering. Han var även elev vid akademin i Wien och företog mångåriga stidieresor i hemlandet och Italien.
Från fadern hade Alt ärvt för intresset barockarkitekturen som motiv. Han målade främst stadsmiljöer och landskap. Alts akvareller kännetecknas av ljus och luftighet, kombinerat med stor detaljrikedom. Hans bilder utgör värdefulla kulturhistoriska dokument, främst över Wien och Prag.
Alt blev på grund av sin genom ett långt liv bestående skaparkraft, sin utvecklingsduglighet och detaljprecision kallad "den österrikiske Menzel". Den berlinska samtida konstnärens geni ägde Alt dock ej. Som nestor bland Österrikes konstnärer blev han på äldre dagar utsedd till hederspresident i Wiener Sezission.